# École de commerce Saint-Joseph
 (septembre 2016).
Si vous disposez d'ouvrages ou d'articles de référence ou si vous connaissez des sites web de qualité traitant du thème abordé ici, merci de compléter l'article en donnant les références utiles à sa vérifiabilité et en les liant à la section « Notes et références ».
L'École de commerce de Saint-Joseph (en néerlandais : Sint-Jozefshandelsschool) et le Collège St-Peter (Sint-Pieterscollege) sont tous les deux régis sous la même administration situé au 86, Weststraat à Blankenberge, en Flandre (Belgique).
Ils se sont illustrés au cours de l'année 2012 pour avoir rendu obligatoire auprès de leurs élèves l'utilisation et l'acquisition de la tablette tactile iPad d'Apple dans  la liste des fournitures obligatoires pour la rentrée de l'année scolaire 2012-2013 (710 élèves en tout).
Une dizaine de parents d'élèves ont porté plainte auprès du ministère flamand de l’Éducation puisqu'il s'agit d'un produit très cher et pas forcément très utile sur le plan pédagogique, et quelques études ayant montré que ce n'était pas bon pour la santé d'enfants. Une autre critique est qu'il n'est pas possible d'utiliser de tablette plus bon marché comme celles sur Android et qui permettent de lire les mêmes formats de fichier.
D'ailleurs, l'obligation est assortie d'une possibilité soit d'acheter un iPad 3 pour 465 euros soit d'en louer un pour 160 euros par année scolaire.